# Chorinaeus eniwanus
Chorinaeus eniwanus är en stekelart som beskrevs av Kusigemati 1967. Chorinaeus eniwanus ingår i släktet Chorinaeus och familjen brokparasitsteklar. Inga underarter finns listade i Catalogue of Life.